# Акмолинская область (Российская империя)
Акмо́линская область (Омская область в 1918—1919 годах, с июля 1919 — до 3 января 1920 года) — административно-территориальная единица в составе Российской империи, Государства Российского, существовавшая в 1868—1920 годах.
Административный центр — город Омск.

## География
Акмолинская область занимала большую территорию на юге Западной Сибири.
Область простиралась от Улу-Тау и Ишима (на западе) до Иртыша на северо-востоке (приблизительно от 45° до 54° сев. широты и от 95° по 105° вост. долготы) и от Омска на севере до истоков рек Сары-Су и Чу на юге, площадь её была 594 672,6 км² (в том числе под озёрами 1 1747,5 км²).
Область в геологическом отношении делилась на три части, резко отличающиеся друг от друга по своим физическим свойствам. Северная часть была образована низменной и у Иртыша песчаной, богатой солончаками и солеными озёрами (Денгиз) равниной.
Средняя часть, изрезанная невысокими кряжами, орошалась реками Ишимом, Нурой и Сары-Су. Хотя она местами и камениста и лишена леса, но, по оценкам географов начала XX в., кое-где пригодна к заселению. Здесь сосредоточено минеральное богатство области, заключающееся преимущественно в золоте, меди и каменном угле.
Южная часть — пустынная, безводная степь, простирающаяся от истоков Сары-Су до реки Чу, известна под названием Бет-пак-дала — Голодной степи.
В настоящее время на территории бывшей области расположена юго-западная часть Омской области России, а также части Акмолинской, Карагандинской, Северо-Казахстанской областей Казахстана.

## История
По Именному Его Императорского Величества указу, данному Правительствующему Сенату в 21 день октября 1868 года № 46380 «О преобразовании управления Киргизскими степями Оренбургского и Сибирского ведомств и Уральским и Сибирским казачьими войсками», образована Акмолинская область. До образования новой области, город Омск был причислен в Тобольскую губернию.
Для устранения затруднений и неудобств в управлении Киргизскими степями Оренбургского и Сибирского ведомств, равно как и Уральским и Сибирским казачьми войсками, повелеваем: 1. Из областей Оренбургских и Сибирских Киргизов и Семипалатинской, в настоящем их составе, и земель Уральского и Сибирского казачьих войск образовать 4 области: Уральскую, Тургайскую, Акмолинскую и Семипалатинскую... 3. Акмолинскую область образовать из округов области Сибирских Киргизов: Кокчетавской, Атбасарской, Акмолинской и земель 1, 2, 3, 4, 5 и части 6 полковых округов Сибирского казачьего войска и городов Омска и Петропавловска... 4. Областными городами назначаются ... Акмолинск в Акмолинской области, но до устройства в оном помещения для Областного Правления, управление сие временно остаётся в Омске...
Акмолинская область образована в составе Западно-Сибирского генерал-губернаторства.
1 января 1869 года состоялось открытие области в составе 4 округов: Омского, Петропавловского, Кокчетавского, Акмолинского.
3 октября 1869 года Государь Император по положению комитета граждан министров, Высочайше повелеть соизволил:
В южной части Акмолинской области открыть 5 уезд на тех же основаниях, на каких учреждены и остальные 4 уезда, наименовав его «Сарысуйским».
5 июля 1878 года был утверждён герб области.
13 сентября 1878 года по Высочайше утверждённому положению Комитета Министерства Сарысуйский округ переименован в Атбасарский.
В 1882 году входит в состав образованного Степного генерал-губернаторства.
В 1898 году областные округа преобразованы в уезды.
В 1906 году в Акмолинской области переименована должность военного губернатора в гражданского губернатора на основании Высочайшего повеления «О переименовании военных губернаторов Акмолинской и Семипалатинской областей в должности акмолинского и семипалатинского губернаторов».
17 июня 1917 года в Акмолинской области введены земские учреждения.
18 декабря 1917 года к области были присоединены Тарский, Тюкалинский уезды Тобольской губернии.
18 (31) декабря 1917 года образован Татарский уезд.
1-10 февраля 1918 года состоялась Первая чрезвычайная сессия Тобольского губернского земского собрания, где решался, в том числе, вопрос «Об отделении Тарского и Тюкалинского уездов из состава Тобольской губернии к Акмолинской области», однако окончательное решение было отложено до следующей сессии с обязательством губернской земской управы представить обстоятельный доклад по данному вопросу. Обсудив вопрос, затронутый в докладе об отделении из Калачинского уезда вновь образуемого несколько волостей к Акмолинской области, Собрание, принимая во внимание, что вопрос о перечислении волостей из одной губернии в другую не входит в его компетенцию, постановило признать, что со стороны Тобольского губернского земства к перечислению означенных волостей к Акмолинской области препятствий не встречается.
В 1918 году образуется Калачинский уезд, путём выделения из Тюкалинского уезда. Из Алтайской губернии присоединён Славгородский уезд.
18 апреля 1918 года из Тарского уезда Акмолинской области в Ишимский уезд Тобольской губернии были переданы Викуловская, Каргалинская, Озёринская волости.
В августе 1918 года некоторые волости Калачинского уезда Тобольской губернии были переданы в Омский уезд.
19 января 1918 года Акмолинская область была переименована в Омскую.
26 января 1918 года присоединены Тарский, Тюкалинский уезды. Однако после прихода к власти Временного Сибирского правительства статус-кво был восстановлен. Тарский, Тюкалинский, Калачинский уезды переданы вновь в Тобольскую (Тюменскую) губернию.
В 1919 правительством А. В. Колчака Омской области возвращено прежнее название. 
В феврале 1919 года 6 волостей Тюкалинского уезда Тобольской губернии были перечислены в Омский уезд Акмолинской области.
В июле 1919 года Акмолинская область вновь переименована в Омскую с причислением Тарского, Тюкалинского, Калачинского уездов Тобольской и Татарский уезд Томской губерний.
В августе 1919 года на территории области началась Петропавловская операция РККА, результатом которой стало отступлении белой армии к Омску.
27 августа 1919 года ВЦИК установил образование гражданского управления в Сибири с временным центром в городе Челябинске, по которому вся территория Сибири переходила под контроль большевиков. Однако основная часть этой территории, вплоть до 1920 года, была под контролем белых.
В начале ноября 1919 года в ходе Омской наступательной операции РККА была занята северо-западная часть области, а 14 ноября 1919 года войсками РККА был занят Омск — бывшая «столица» Белого движения.
В декабре 1919 года РККА взяла город Акмолинск.
3 января 1920 года с окончательным установлением на всей территории области новой власти, Омская область была преобразована в Омскую губернию.

## Административное деление

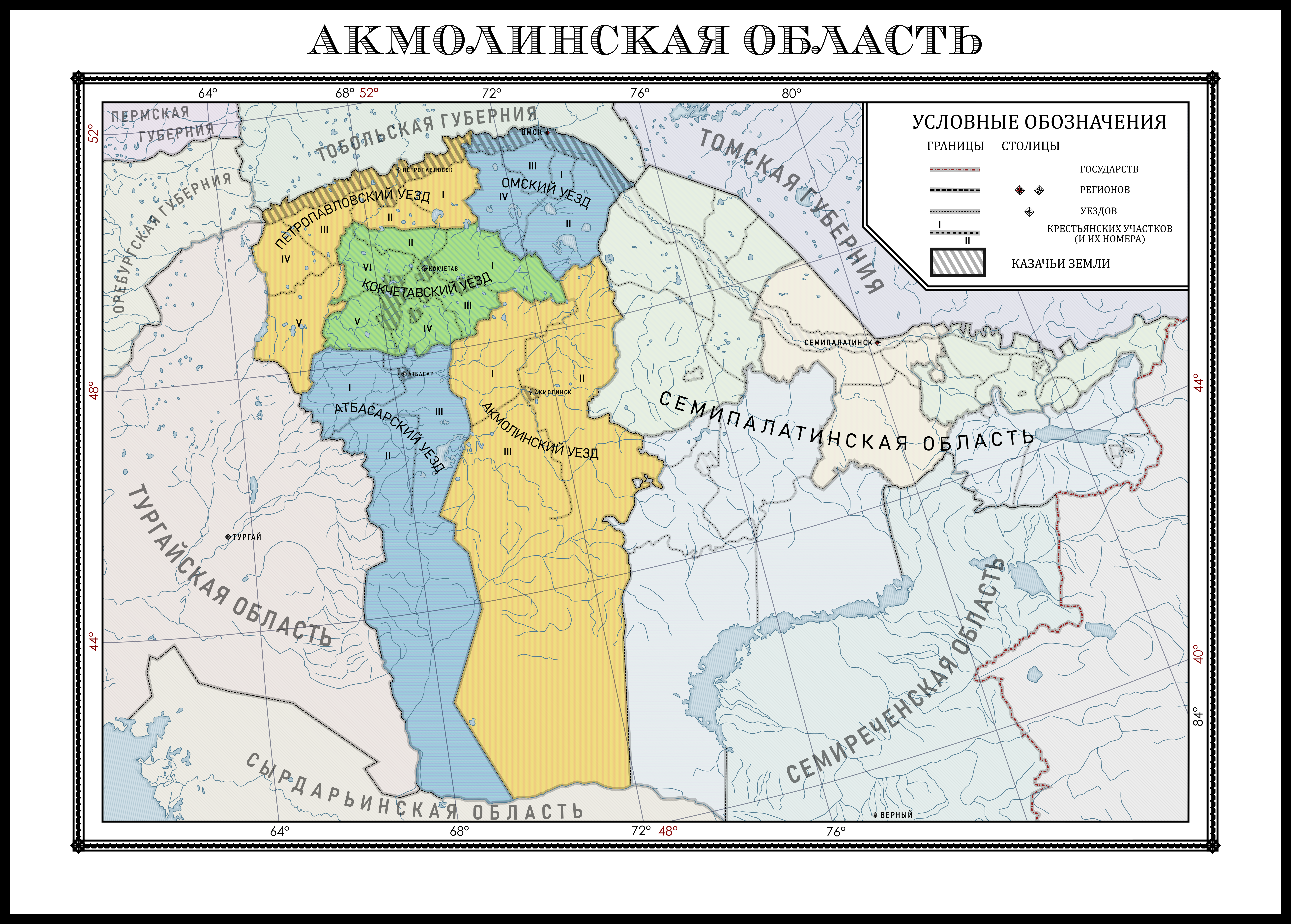
Карта уездов Акмолинской области. 1912

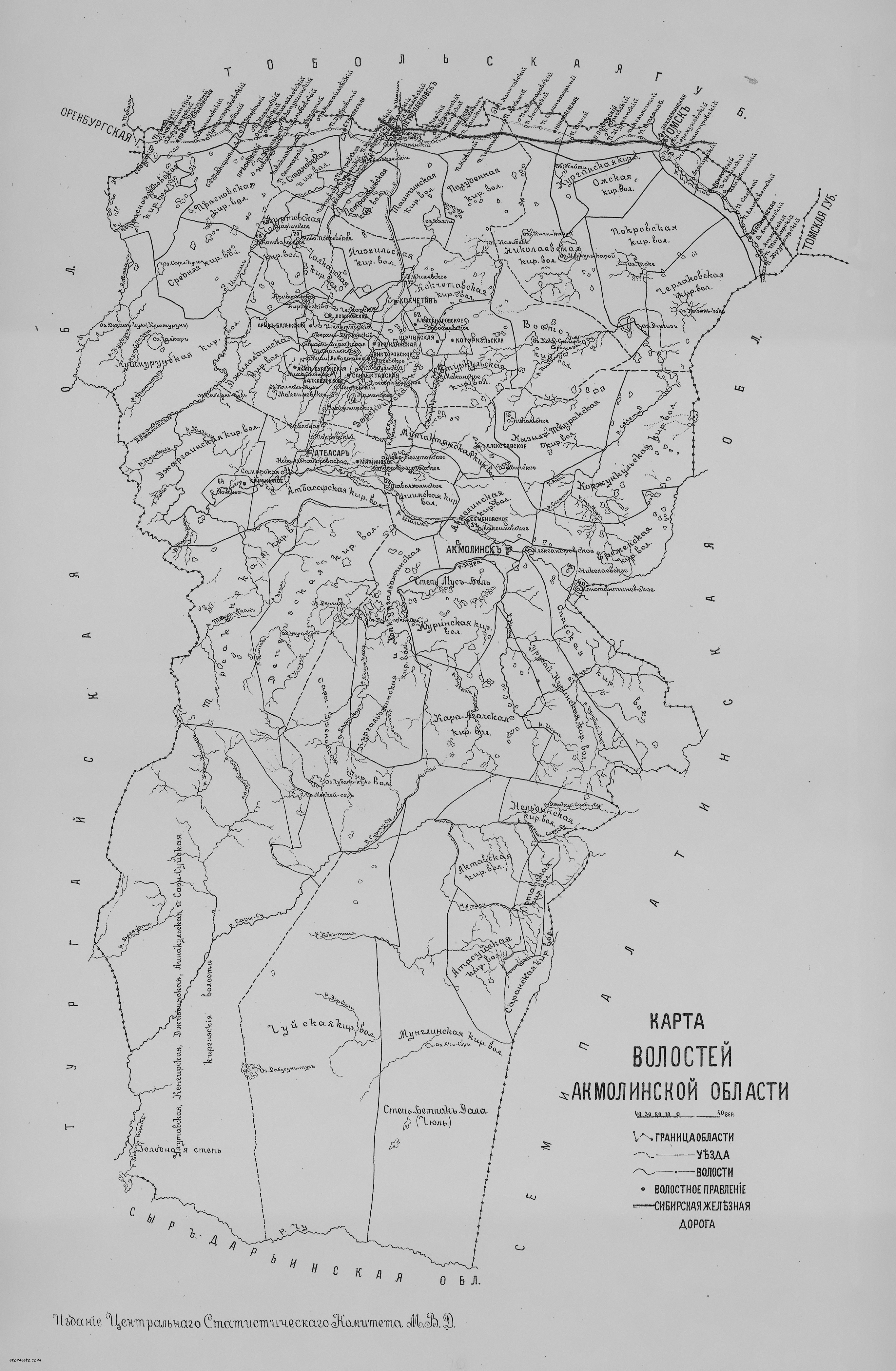
Карта волостей Акмолинской области. 1893

Помимо резиденции Акмолинского военного губернатора и управления Акмолинской области в городе Омске находились резиденции Западно-Сибирского а затем и Степного генерал-губернаторства, Войскового наказного атамана Сибирского казачьего войска и командующего войсками Омского военного округа.
Изначально состав области был следующим:
| № | Уезд            | Уездный город               | Герб уездного города  | Площадь, вёрст² | Население (1897), чел. |
| - | --------------- | --------------------------- | --------------------- | --------------- | ---------------------- |
| 1 | Акмолинский     | Акмолинск (9688 чел.)       |                       | 219 420,0       | 185 058                |
| 2 | Атбасарский     | Атбасар (3038 чел.)         | Герб Атбасара 1858 г. | 108 390,0       | 86 413                 |
| 3 | Кокчетавский    | Кокчетав (4962 чел.)        |                       | 69 290,0        | 155 461                |
| 4 | Омский          | Омск (37 376 чел.)          |                       | 37 170,0        | 100 539                |
| 5 | Петропавловский | Петропавловск (19 688 чел.) |                       | 63 590,0        | 155 137                |

### Уезды и волости на 1916 год
| крестьянские волости 1. Александровская 2. Алексеевская 3. Астаховская 4. Благодатная 5. Больше-Михайловская 6. Вишнёвская 7. Графская 8. Долинская 9. Елизаветинская 10. Захаровская 11. Лифляндская 12. Нецветаевская 13. Николаевская 14. Никольская 15. Ново-Георгиевская 16. Ново-Черкасская 17. Оксановская 18. Приречная 19. Приозёрная 20. Рождественская 21. Санниковская 22. Семёновская 23. Таганрогская 24. Харьковская 25. Черниговская | киргизские волости 1. Аккум-Нуринская 2. Акмолинская 3. Аксийрак-Кульская 4. Актавская 5. Алабаская 6. Амантавская 7. Атасуйская 8. Байдавлетская 9. Богульминская 10. Джаксыконская 11. Джиландинская 12. Ерёминская 13. Еркесайская 14. Ишимская 15. Кара-Агачская 16. Карабулагская 17. Карагандинская 18. Карагызская 19. Койтаская 20. Коктасская 21. Конекская 22. Кон-Кургальджинская 23. Коржункульская 24. Косагалинская 25. Кулан-Утьминско-Нуринская 26. Кумгольская 27. Кургальджинская 28. Кызыл-Топравская 29. Мунглинская 30. Мунчактинская 31. Нельдинская 32. Нурбаевская (оседлая) 33. Нуринская 34. Ортавская 35. Сартавская 36. Сартерекская 37. Сарыгульская 38. Сарыузенская 39. Селетинская 40. Соналы-Кургальджинская 41. Соранская 42. Спасская 43. Чажагайская 44. Чарыктинская 45. Чирубай-Нуринская 46. Чонайская 47. Чуйская | казачьи станичные правления 1. Акмолинская |

| крестьянские волости 1. Знаменская 2. Ишимская 3. Кийминская 4. Колутонская 5. Красивая 6. Мариинская 7. Ново-Александровская 8. Ново-Братская 9. Перекатная 10. Покровская 11. Сергиевская | киргизские волости 1. Аиртавская 2. Айнакульская 3. Алексеевская 4. Амантайская 5. Атбасарская 6. Барчакульская 7. Бес-Обинская 8. Денгизская 9. Джаргаинская 10. Джездинская 11. Д. Денгизская 12. Д. Джездинская 13. Д. Сарысуйская 14. Екынчи-Джаргаинская 15. Кара-Кенгирская 16. Кенгирская 17. Кентюбекская 18. Киреевская 19. Кум-Конурская 20. Кызылкульская 21. Майлинская 22. Сартавская 23. Сарысуйская 24. Столыпинская 25. Терсаканская 26. Улутавская | казачьи станичные правления 1. Атбасарская | самостоятельные сельские управления 1. Вениаминское 2. Державинское 3. Кияк-Аральское 4. Крутое 5. Курское 6. Ладыжинское 7. Медное 8. Ново-Киенское 9. Парчёвское 10. Степное 11. Терсаканское |

| крестьянские волости 1. Александровская 2. Алексеевская 3. Андреевская 4. Балкашинская 5. Васильевская 6. Викторовская 7. Вознесенская 8. Всеволодская 9. Дмитриевская 10. Казанская 11. Каменская 12. Келлеровская 13. Константиновская 14. Корнеевская 15. Кривоозёрная 16. Макинская 17. Мариинская 18. Михайловская 19. Николаевская 20. Ново-Покровская 21. Ольгинская 22. Павловско-Подгородная 23. Привольная 24. Сухотинская 25. Фёдоровская 26. Чистопольская 27. Чистяковская | киргизские волости 1. Аиртавская 2. Аксаринская 3. Баимбетская 4. Балыктыкульская 5. Восточная 6. Джилалдинская 7. Зерединская 8. Карачинская 9. Коксенгирская 10. Кокчетавская 11. Котуркульская 12. Мизгильская 13. Ногайская 14. Чалкарская | казачьи станичные правления и хутора 1. Аиртавская 2. Акан-Бурлукская 3. Арык-Балыкская 4. Верхне-Бурлукская 5. Зерендинская 6. Имантавская 7. Кокчетавская 8. Котуркульская 9. Лобановская 10. Сандыктавская 11. Щучинская 12. Якши-Янгиставская 13. хутор Нижне-Бурлакский 14. хутор Войсковой 15. хутор Казачининой 16. хутор Калмаковой 17. хутор Менковой 18. хутор Путинцева | самостоятельные сельские правления 1. Восточное 2. Еленинское 3. Златорунное 4. Коноваловское 5. Мищенковское |

| крестьянские волости 1. Азовская 2. Александровская 3. Белостокская 4. Белоусовская 5. Благодаровская 6. Бобринская 7. Божедаровская 8. Борисовская 9. Городищенская 10. Добровольская 11. Екатеринославская 12. Любомировская 13. Москаленская 14. Новинская 15. Ново-Екатерининская 16. Ново-Уральская 17. Ново-Царицынская 18. Одесская 19. Ореховская 20. Павлоградская 21. Полтавская 22. Розовская 23. Степановская 24. Таврическая 25. Тихорецкая 26. Украинская 27. Царско-Дарская | киргизские волости 1. Алаботинская 2. Казылгакская 3. Курганская 4. Николаевская 5. Омская 6. Покровская 7. Текинская | казачьи станичные правления 1. Атаманская 2. Ачаирская 3. Мельничная 4. Николаевская 5. Черёмуховская 6. Черлаковская | самостоятельные сельские правления и общества 1. Голубовское 2. Громогласовское 3. Дробышевское 4. Зеленопольское 5. Котельниковское 6. Мамоновское 7. Моисеевское 8. Ново-Красновское 9. Пришибское 10. Славянское 11. Сладковское |

| крестьянские волости 1. Анновская 2. Благовещенская 3. Богодуховская 4. Всесвятская 5. Екатерининская 6. Ермаковская 7. Ефимовская 8. Златоустовская 9. Ильинская 10. Крещенская 11. Макарьевская 12. Михайловская 13. Николаевская 14. Новопокровская 15. Полтавская 16. Ряжская 17. Саратомарская 18. Севастопольская 19. Сенная 20. Ставрапольская 21. Столыпинская 22. Троицкая 23. Успенская 24. Фёдоровская 25. Чернявская 26. Явленская | киргизские волости 1. Аккусакская 2. Анастасьевская 3. Джамантузская 4. Канжигальская 5. Караобинская 6. Каратальская 7. Кушмурунская 8. Менгесерская 9. Петропавловская 10. Полуденская 11. Пресновская 12. Пресногорьевская 13. Смаиловская 14. Средняя 15. Становская 16. Таинчинская | казачьи станичные правления 1. Архангельская 2. Вознесенская 3. Конюховская 4. Медвеженская 5. Новоникольская 6. Новорыбинская 7. Петропавловская 8. Пресновская 9. Пресногорьевская 10. Становская | самостоятельные сельские управления 1. Дмитриевское 2. Карасульское 3. Песковское 4. Петропавловское 5. Раевское 6. Святогорское 7. Семипольское |

### Административное деление к началу 1919 года[15]
| № | Уезд            | Уездный город | Площадь | Население |
| - | --------------- | ------------- | ------- | --------- |
| 1 | Акмолинский     | Акмолинск     |         |           |
| 2 | Атбасарский     | Атбасар       |         |           |
| 3 | Калачинский     | Калачинск     |         |           |
| 4 | Кокчетавский    | Кокчетав      |         |           |
| 5 | Омский          | Омск          |         |           |
| 6 | Петропавловский | Петропавловск |         |           |
| 7 | Славгородский   | Славгород     |         |           |
| 8 | Тарский         | Тара          |         |           |
| 9 | Татарский       | Татарск       |         |           |

### Административно-территориальное деление к середине лета 1919 года
- Акмолинский уезд;
- Атбасарский уезд;
- Калачинский уезд;
- Кокчетавский уезд;
- Омский уезд;
- Петропавловский уезд;
- Татарский уезд.

## Руководство области

### Военные губернаторы
| Ф. И. О.                     | Титул, чин, звание                                     | Время замещения должности |
| ---------------------------- | ------------------------------------------------------ | ------------------------- |
| Окольничий Николай Андреевич | дворянин, генерал-майор                                | 02.01.1869—04.12.1871     |
| Цытович Виктор Степанович    | дворянин, генерал-лейтенант                            | 22.12.1871—24.03.1882     |
| Ливенцов Михаил Алексеевич   | полковник, и. д. (утверждён 30.08.1885, генерал-майор) | 04.02.1883—16.10.1890     |
| Санников Николай Иванович    | дворянин, генерал-лейтенант                            | 03.11.1890—29.12.1902     |
| Романов Михаил Яковлевич     | генерал-лейтенант                                      | 29.12.1902—11.1906        |

### Гражданские губернаторы
| Ф. И. О.                           | Титул, чин, звание                                 | Время замещения должности |
| ---------------------------------- | -------------------------------------------------- | ------------------------- |
| Литвинов Николай Михайлович        | дворянин, генерал-майор                            | 1906—28.12.1906           |
| Лосевский Владимир Степанович      | тайный советник                                    | 30.12.1906—20.09.1910     |
| Неверов Александр Николаевич       | действительный статский советник (тайный советник) | 20.09.1910—1915           |
| Явленский Дмитрий Георгиевич       | действительный статский советник                   | 1915—1916                 |
| Масальский-Кошуро Павел Николаевич | действительный статский советник                   | 1916—1916                 |
| Колобов Владимир Арсеньевич        | действительный статский советник                   | 1916—1917                 |

Вице-губернаторы, председатели областного правления
| Ф. И. О.                               | Титул, чин, звание                      | Время замещения должности |
| -------------------------------------- | --------------------------------------- | ------------------------- |
| Гутковский Карл Казимирович            | полковник                               | 16.08.1854—27.03.1863     |
| Майдель Павел Фёдорович                | барон, полковник                        | 27.03.1863—10.12.1866     |
| Черемисинов Николай Владимирович       | дворянин, майор                         | 09.07.1867—01.01.1869     |
| Пелино Георгий Петрович                | действительный статский советник        | 10.01.1869—19.11.1871     |
| Курбановский Михаил Николаевич         | действительный статский советник        | 03.03.1872—06.05.1885     |
| Дмитриев-Мамонов Александр Ипполитович | действительный статский советник        | 08.08.1885—31.01.1898     |
| Ергольский Владимир Матвеевич          | действительный статский советник        | 31.01.1898—26.12.1900     |
| Абаза Григорий Вениаминович            | статский советник                       | 30.04.1901—12.01.1907     |
| Ницкевич Николай Фёдорович             | действительный статский советник        | 12.01.1907—19.02.1910     |
| Кандидов Павел Петрович                | коллежский советник (статский советник) | 19.02.1910—1915           |
| Князев Николай Ильич                   | надворный советник                      | 1915—1917                 |

### Комиссар Временного правительства по Акмолинской области и Степному краю
| Ф. И. О.                      | Титул, чин, звание | Время замещения должности |
| ----------------------------- | ------------------ | ------------------------- |
| Новосёлов Александр Ефремович |                    | 3.08.1917—20.09.1918      |

### Акмолинский областной комиссар Временного Сибирского правительства
| Ф. И. О.                 | Титул, чин, звание                           | Время замещения должности |
| ------------------------ | -------------------------------------------- | ------------------------- |
| Резанов Сергей Сергеевич | временно и. д., дворянин, коллежский асессор | с 28.09.1918              |

### Управляющий областью
| Ф. И. О.                 | Титул, чин, звание           | Время замещения должности |
| ------------------------ | ---------------------------- | ------------------------- |
| Резанов Сергей Сергеевич | дворянин, коллежский асессор | 1918—1919                 |

Помощник-заместитель
| Ф. И. О.                     | Титул, чин, звание                         | Время замещения должности |
| ---------------------------- | ------------------------------------------ | ------------------------- |
| фон Витте Рудольф Эвальдович | дворянин, действительный статский советник | 1919                      |

Помощник
| Ф. И. О.                  | Титул, чин, звание | Время замещения должности |
| ------------------------- | ------------------ | ------------------------- |
| Гамрекели Семён Андреевич |                    | 1919                      |

## Символика

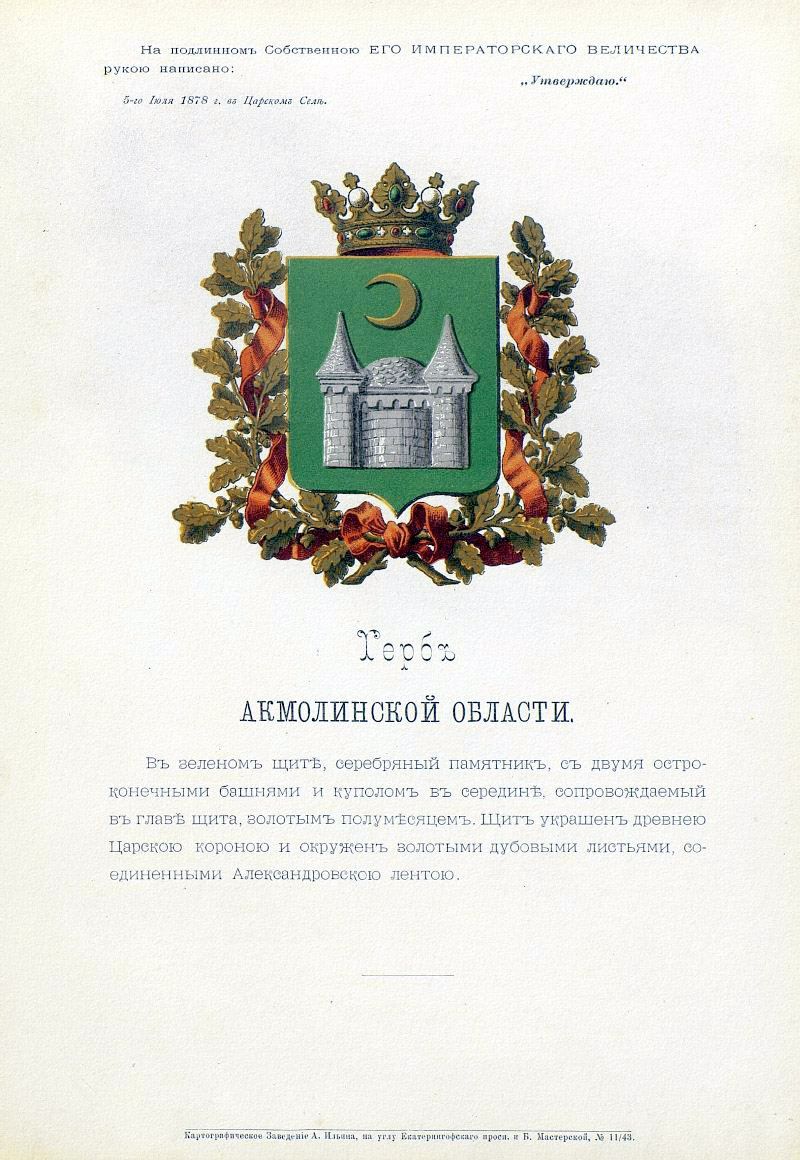
Герб области c официальным описанием, утверждённый Александром II (1878)

5 июля 1878 года Высочайше был утверждён герб области, объявленный Сенату товарищем Министра Юстиции 8 июля, опубликованный 1 ноября.
Правительствующий Сенат выслушал предложение исправляющего должность Герольдмейстера от 19 сентября 1878 года с приложением к нему при ордере товарища министра юстиции, от 8 июля 1878 года, удостоенных Высочайшего утверждения в Царском Селе 5 июля 1878 года гербов губернских и областных в числе 46 поименованных в приложении при ордере списке, а именно герб Акмолинской области. В гербе Акмолинской области на зелёном щите изображен мавзолей Нияза бия с двумя остроконечными башнями и куполом из серебра, с полумесяцем из золота посередине.

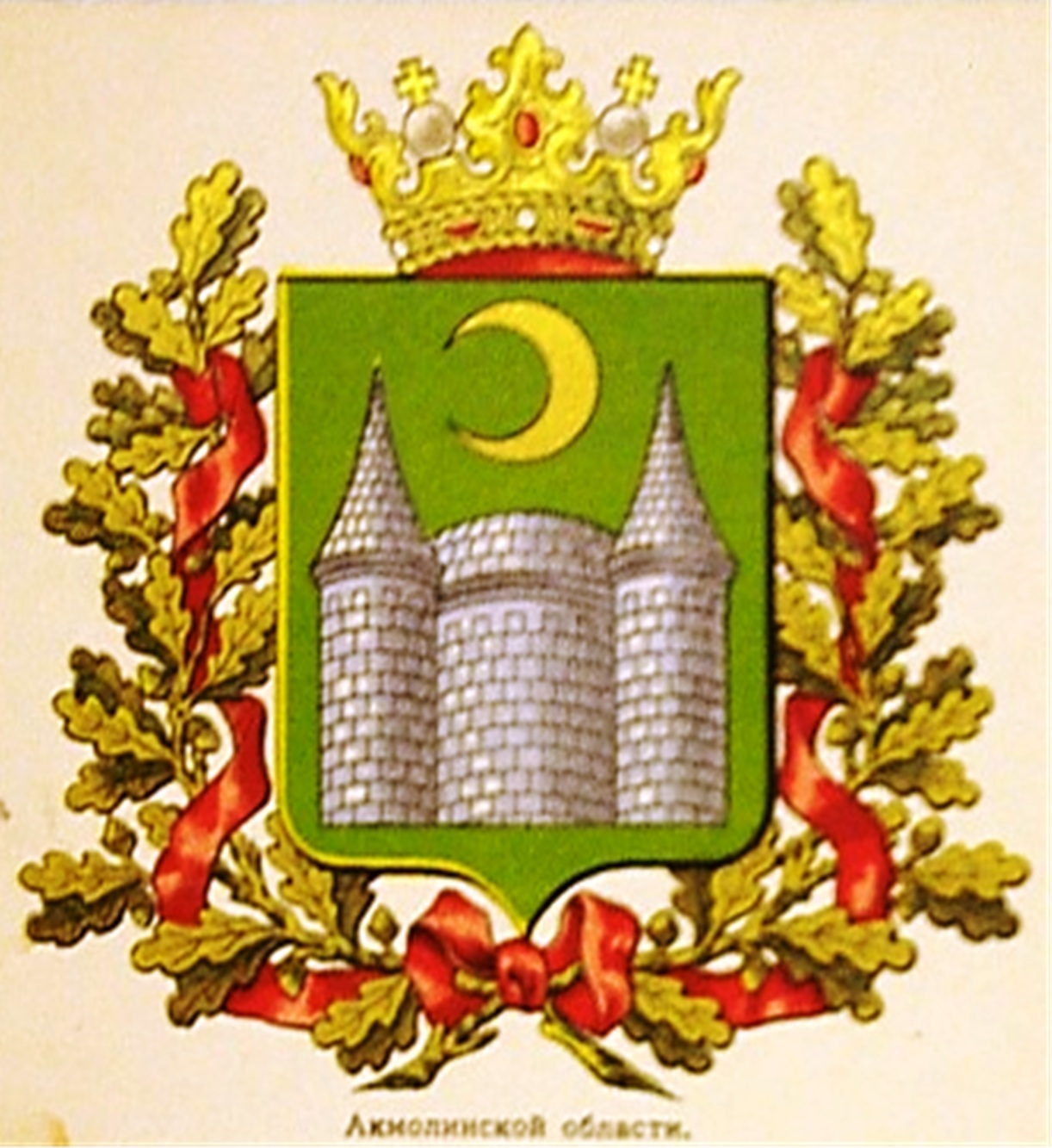
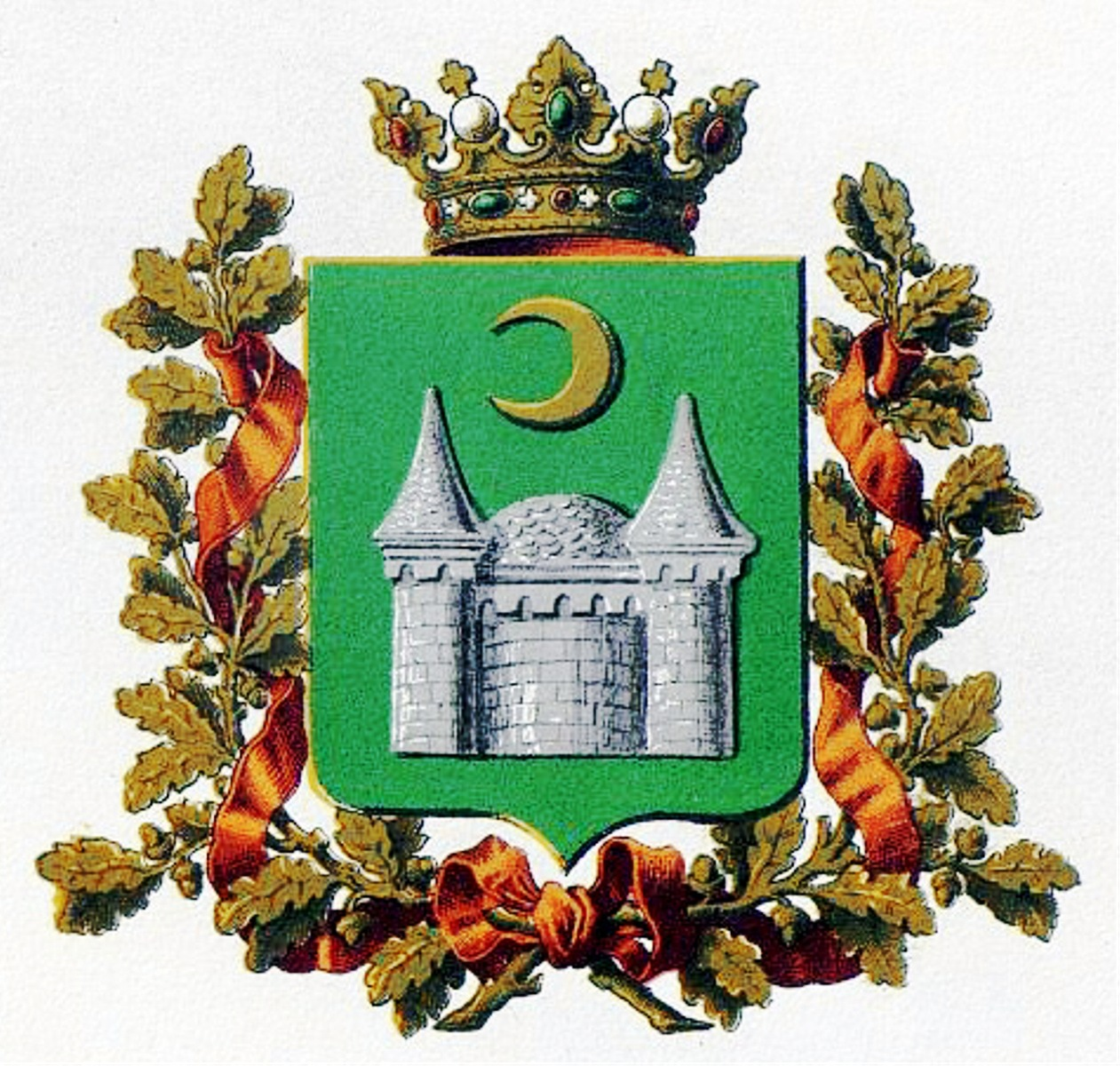
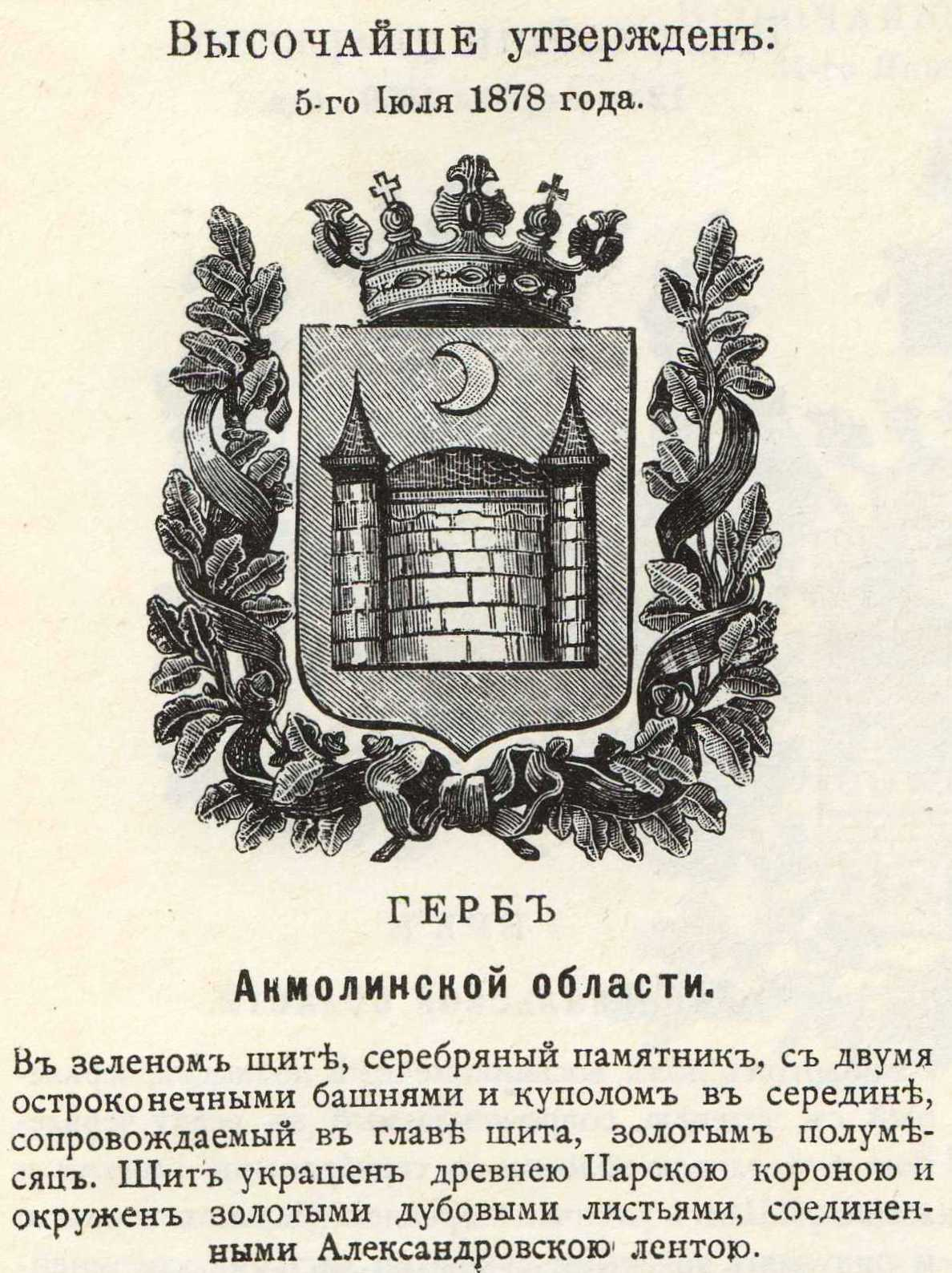

В зелёном щите, серебряный памятник, с двумя остроконечными башнями и куполом в середине, сопровождаемый в главе щита, золотым полумесяцем. Щит украшен древней Царской короной и окружён золотыми дубовыми листьями, соединёнными Александровской лентой

## Население
Национальный состав в 1897 году:
| Уезд            | казахи | великороссы | малороссы | татары | мордва | немцы | евреи |
| --------------- | ------ | ----------- | --------- | ------ | ------ | ----- | ----- |
| Область в целом | 62,6 % | 25,5 %      | 7,5 %     | 1,6 %  | 1,3 %  | …     | …     |
| Акмолинский     | 89,9 % | 5,0 %       | 2,8 %     | …      | …      | …     | …     |
| Атбасарский     | 86,5 % | 10,6 %      | 2,2 %     | …      | …      | …     | …     |
| Кокчетавский    | 50,8 % | 31,0 %      | 12,4 %    | 1,0 %  | 4,3 %  | …     | …     |
| Омский          | 38,0 % | 50,5 %      | 4,3 %     | …      | …      | 3,3 % | 1,1 % |
| Петропавловский | 44,5 % | 36,7 %      | 13,1 %    | 4,3 %  | …      | …     | …     |

На 1 января 1915 года общая численность населения составила 1 578 658 человек. Из них крестьянского населения 729 266 человек, казачье население 111 299 человек, казахское население 574 498 человек (531 507 кочующие, 42 991 оседлые). Плотность населения на 1 версту равнялось 3,5 человека. По национальностям население выглядело так: русские 874 296 (из них: великороссов 425 474, малороссов 443 113, белорусов 5709), киргизов 592 332, немцев 30 513, мордвы 27 232, татар 25 649, поляков 17 203, евреев 5458, сартов 2626, прочих 3344.

## Известные уроженцы
- Ашимов, Байкен Ашимович
- Березовский, Феоктист Алексеевич
- Булавский, Виктор Константинович
- Вяткин, Георгий Андреевич
- Габдуллин, Малик
- Ганус, Феодосий Григорьевич
- Дубов, Николай Иванович
- Жангозин, Жакыпбек
- Казанцев, Александр Петрович
- Карбышев, Дмитрий Михайлович
- Карибжанов, Фазыл Каримович
- Куйбышев, Валериан Владимирович
- Куйбышев, Николай Владимирович
- Люгарин, Михаил Михайлович
- Мариупольский, Вячеслав Минеевич
- Мартынов, Леонид Николаевич
- Пантофель-Нечецкая, Дебора Яковлевна
- Шаяхметов, Жумабай Шаяхметович
- Шебалин, Виссарион Яковлевич
- Щекотов, Константин Никитич